# بلوماو نویریس‌هوف
بلومو نویریسهوف (به آلمانی: Blumau-Neurißhof) یک منطقهٔ مسکونی در اتریش است که در ناحیه بادن واقع شده‌است. بلومو نویریسهوف ۱٬۷۱۴ نفر جمعیت دارد.